# Artyleria konwencjonalna
Artyleria konwencjonalna – artyleria strzelająca amunicją klasyczną (konwencjonalną), dozwoloną przez konwencję genewską, nie wyposażoną w pociski z ładunkiem jądrowym.